# A2-Schaltung
Eine A2-Schaltung war in der Kommunikationstechnik eine Sprechstellenschaltung mit zwei Telefonapparaten. A2-Schaltungen stammen aus der Zeit, als die Deutsche Bundespost noch das Monopol im Telekommunikationssektor hatte. Die parallele Anschaltung von zwei oder mehr Telefonapparaten an eine Teilnehmeranschlussleitung war nicht erlaubt; es durfte immer nur ein Telefonapparat aktiv sein. Dadurch wurde ein heimliches Mithören am anderen Apparat unterbunden. Damit trotzdem zwei Telefone angeschlossen werden konnten, wurde die A2-Schaltung entwickelt. Die beiden Telefonapparate wurden dabei „hintereinander“ geschaltet, wobei der Gabelumschalter des ersten Apparates mit zusätzlichen Kontakten versehen war. Diese Kontakte schalteten beim Abheben des Telefonhörers am ersten Telefon selbsttätig das zweite Telefon (den A2-Apparat) ab. Ein ankommender Ruf wurde an beiden Telefonen signalisiert. Eine Sprechverbindung zwischen den beiden Apparaten konnte nicht hergestellt werden.

## Betriebsweisen
- Wurde am ersten Telefon ein Gespräch geführt, war das zweite Telefon abgeschaltet.
- Wurde am zweiten Telefon ein Gespräch geführt, wurde durch Abheben des Hörers am ersten Telefon das Gespräch vom zweiten auf das erste Telefon geschaltet. Das zweite Telefon war dann von der Leitung weggeschaltet. Damit dies nicht unbeabsichtigt passierte, wurde als erstes Telefon in der Regel ein Typ mit Schauzeichen eingesetzt, das ein bestehendes Gespräch des zweiten Telefons anzeigte. Ein erstes Telefon mit Schauzeichen musste eingesetzt werden, wenn keine Sichtverbindung zwischen den beiden Apparaten bestand.
- Ein Gespräch konnte vom ersten auf das zweite Telefon weitergegeben werden. Dazu musste, bei bestehendem Gespräch am ersten Telefon, der Hörer des zweiten Telefons abgenommen werden; durch Auflegen des Hörers am ersten Telefon wurde die Leitung dann zum zweiten Telefon durchgeschaltet.
- Ein Gespräch konnte vom zweiten auf das erste Telefon weitergegeben werden. Dazu musste, bei bestehendem Gespräch am zweiten Telefon, der Hörer des ersten Telefons abgenommen werden; das erste Telefon hatte sofort nach Abheben des Hörers das Gespräch.

## Telefonapparate
- Der erste Telefonapparat musste einen geänderten Gabelumschalter und erforderlichenfalls ein Schauzeichen haben: FeTAp 613, FeTAp 614, FeTAp 615, FeTAp 616 oder entsprechende Apparate aus der FeTAp 7er-Serie.
- Als zweiter Apparat konnte jedes beliebige, damals erhältliche und zugelassene, Modell eingesetzt werden; in der Regel wurde jedoch ein einfaches Telefon in der Grundausstattung verwendet, z. B. FeTAp 611, FeTAp 612 oder entsprechende Apparate aus der FeTAp-7er-Serie. Der zweite Apparat musste über eine Weckerleitung verfügen, mit der die Rufspannung an den ersten Apparat zurückgeleitet wurde, damit dieser auch mitklingelte. Bei Apparatetypen der FeTAp-7er-Serie wurde bei abgenommenem Hörer die Weckerleitung unterbrochen und dadurch die Induktivitäten der Wecker von der a/b-Schnittstelle weggeschaltet. Diese Maßnahme verbesserte die übertragungstechnische Reichweite der Apparateschaltung.

## Weiterentwicklung
Die Automatische Wechselschalter-Anschlussdose AWADo war der technische Nachfolger der A2-Schaltung. Bei der AWADo waren beide Telefone gleichberechtigt, weshalb auf Schauzeichen in den Telefonen verzichtet werden konnte.